# جورج اس. نیکسون
جورج اس. نیکسون (انگلیسی: George S. Nixon؛ زاده ۲ آوریل ۱۸۶۰ - درگذشته ۵ ژوئن ۱۹۱۲) سناتور سابق عضو جمهوری‌خواه بود. وی در سال ۱۹۰۵ تا ۱۹۱۲ میلادی سناتور ایالت نوادا در سنای ایالات متحده آمریکا بود.